# Convention des Verrières

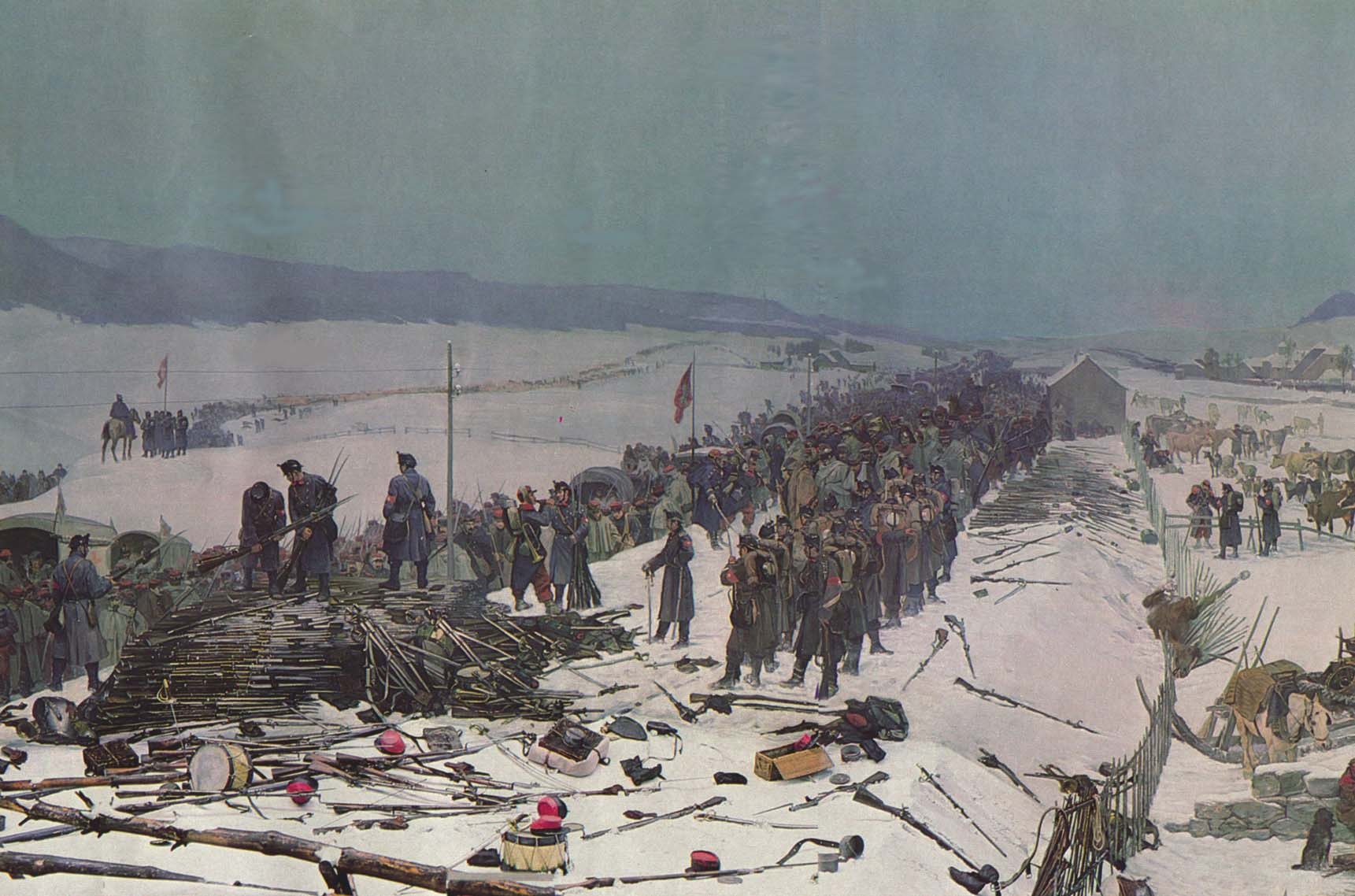
Internement en Suisse de la 1re armée française.
1871

La convention des Verrières fut signée le 1er février 1871 aux Verrières, par le général Hans Herzog, commandant en chef de l'armée suisse et le général Clinchant, commandant la 1re armée française (armée du général Bourbaki) à la suite de la défaite française de la guerre franco-prussienne de 1870. La convention prévoit l'internement en Suisse des troupes françaises (87 000 hommes) alors encerclées par l'armée allemande.

## Contexte
Une armée de l'Est a été constituée dans le but de libérer Belfort. Le général Bourbaki est à son commandement, mais l'armée progresse lentement et von Werder organise une ligne de défense efficace qui lui permet de concentrer ses troupes au point où les Français font signe de lancer leur attaque principale. Cette attaque a lieu le 16 janvier, après une journée de préparation d'artillerie. L'armée de l'Est parvient à durement affaiblir ses ennemis et à les faire reculer à proximité de Belfort. Mais, à l'image de ce qui s'est passé à Mars-la-Tour six mois plus tôt, Bourbaki, surestimant l'adversaire et sous-estimant ses forces, donne l'ordre de revenir sur les positions initiales, refusant de poursuivre l'avantage. Le 17, ses troupes repoussent victorieusement une attaque surprise d'un régiment badois, mais restent encore sur place, puis le 18, Bourbaki ordonne la retraite.
La retraite de Bourbaki vers Besançon est coupée par d'autres forces allemandes dirigées par Manteuffel, et il est contraint de replier son armée vers la frontière suisse. Ses troupes étaient dans une situation déplorable, et manquaient de nourriture. Des 150 000 hommes avec qui il était parti, il n'en restait plus que 87 847 dont 2 467 officiers.
Le 26 janvier 1871, il délègue ses fonctions au général Clinchant et dans la nuit se tire une balle dans la tête. Mais la balle ricoche contre son crâne et, bien que grièvement blessé, il est sauvé. Après la signature par Clinchant de la convention des Verrières, l'armée de l'Est passe en Suisse où elle est désarmée puis internée dans les divers cantons de la Confédération, avec l'aide logistique du Comité international de secours aux militaires blessés, future Croix-Rouge, et le soutien de la population civile suisse.
Un panorama restituant le passage de cette armée en Suisse, peint par Édouard Castres en 1881, est visible au panorama Bourbaki à Lucerne.

## Texte de la convention

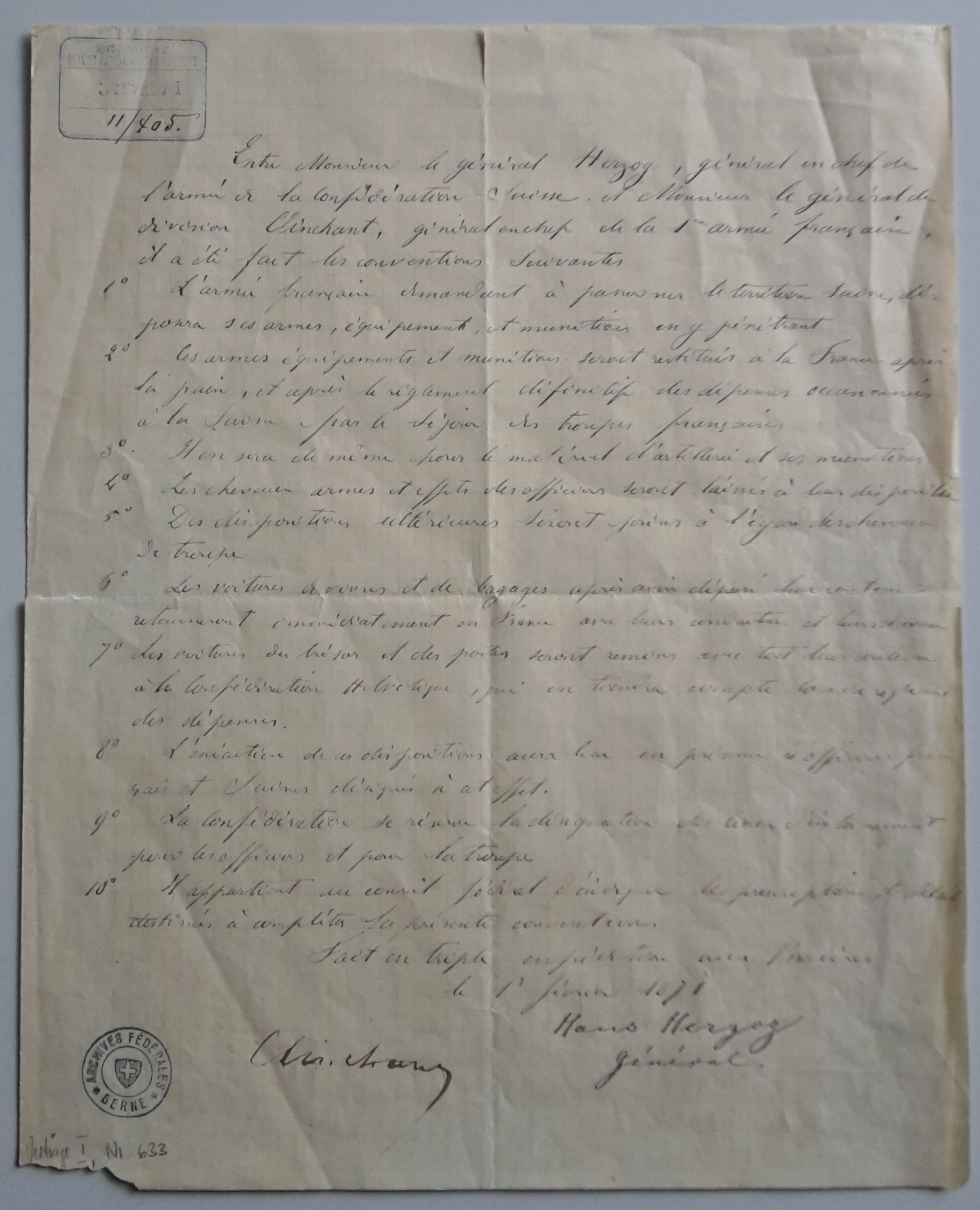
Convention (Archives fédérales suisses)

Entre Monsieur le général Herzog, général en chef de l'armée de la Confédération suisse, et Monsieur le général de division Clinchant, général en chef de la 1re armée française, il a été fait les conventions suivantes :
Art. 1er - L'armée française demandant à passer sur le territoire suisse déposera ses armes, équipements et munitions en y pénétrant.
Art. 2 - Ces armes, équipements et munitions seront restitués à la France après la paix, et après le règlement définitif des dépenses occasionnées à la Suisse par le séjour des troupes françaises.
Art. 3 - Il en sera de même pour le matériel d'artillerie et ses munitions.
Art. 4 - Les chevaux, armes et effets des officiers seront laissés à leur disposition.
Art. 5 - Des dispositions ultérieures seront prises à l'égard des chevaux de troupe.
Art. 6 - Les voitures de vivres et de bagages, après avoir déposé leur contenu, retourneront immédiatement en France avec leurs conducteurs et leurs chevaux.
Art. 7 - Les voitures du Trésor et des Postes seront remises avec tout leur contenu à la Confédération helvétique, qui en tiendra compte lors du règlement des dépenses.
Art. 8 - L'exécution de ces dispositions aura lieu en présence d'officiers français et suisses désignés à cet effet.
Art. 9 - La Confédération se réserve la désignation des lieux d'internement pour les officiers et pour la troupe.
Art. 10 - Il appartient au Conseil fédéral d'indiquer les prescriptions de détail destinées à compléter la présente Convention.
Fait en triple expédition, aux Verrières, le 1er février 1871.
Signatures:   Clinchant, Hans Herzog

### Source
- « Bourbaki, armée » dans le Dictionnaire historique de la Suisse en ligne.